# Ánh sao ma thuật
Ánh sao ma thuật (tựa gốc: Stardust) là một phim phiêu lưu kỳ ảo lãng mạn năm 2007 do Matthew Vaughn đạo diễn kiêm đồng viết kịch bản với Jane Goldman. Dựa trên tiểu thuyết cùng tên năm 1999 của Neil Gaiman, phim có sự tham gia của Claire Danes, Charlie Cox, Sienna Miller, Jason Flemyng, Mark Strong, Rupert Everett, Ricky Gervais, Robert De Niro, Michelle Pfeiffer và Peter O’Toole, lời dẫn chuyện bởi Ian McKellen.